# Bryan Beaumont Hays
Bryan Beaumont Hays (* 10. Dezember 1920 bei Clarksville, Tennessee; † 2. März 2017) war ein US-amerikanischer Komponist und Musikpädagoge.
Hays nahm am Zweiten Weltkrieg im Pazifik teil. Nach dem Krieg studierte er Komposition am Chicago Musical College und Französisch an der Universität Laval in Quebec. 1949 wurde er mit dem Gershwin Memorial Award ausgezeichnet, im Folgejahr nahm er am Tanglewood Music Center Sommerkurse bei Aaron Copland. 1952 und 1953 erhielt er ein Guggenheim-Stipendium. 1957 trat er ins Benediktiner-Kloster in Collegeville, Minnesota, ein. 1969 war Hays Composer in Residence an der Saint John’s University, wo er von 1978 bis 1990 unterrichtete. Er komponierte u. a. fünf Opern, Lieder, Chorwerke sowie Kammermusik.